# Policordia densicostata
Policordia densicostata är en musselart som först beskrevs av Étienne Alexandre Arnould Locard 1898.  Policordia densicostata ingår i släktet Policordia och familjen Verticordiidae. Inga underarter finns listade i Catalogue of Life.